# Wildvogel-Geflügelpestschutzverordnung
Die Wildvogel-Geflügelpestschutzverordnung regelte auf Bundesebene ergänzend zur Geflügelpest-Verordnung, zur Geflügelpestschutzverordnung und zur Geflügel-Aufstallungsverordnung Schutzmaßnahmen beim Auftreten von Geflügelpest bei wildlebenden Vögeln in Deutschland.
Sie wurde nach dem massiven Auftreten von Influenza A/H5N1 unter Wildgeflügel am 19. Februar 2006, zunächst befristet bis 20. August 2006, in Kraft gesetzt und regelte insbesondere die Einrichtung von Sperrbezirken nach dem Auffinden von Wildvögeln, die mit dem Virus infiziert waren.
Der Verordnung zufolge mussten alle Halter von Hühnern, Truthühnern, Perlhühnern, Rebhühnern, Fasanen, Laufvögeln, Wachteln, Enten oder Gänsen unverzüglich die Anzahl der gehaltenen Tiere, ihre Nutzungsart und ihren Standort in einem amtlichen Register verzeichnen lassen.
Ähnlich den Regelungen der Geflügelpest-Verordnung für die Bekämpfung von Influenza-Ausbrüchen in der Tierhaltung, wurde von der Wildvogel-Geflügelpestschutzverordnung vorgegeben, dass nach Auffinden eines H5N1-infizierten Wildvogels ein Sperrgebiet von drei Kilometer Radius um die Fundstätte eingerichtet werden musste.
Aus diesem Sperrgebiet durften für die Dauer der Sperre weder lebendes Geflügel noch verarbeitete Geflügelprodukte oder andere in Gefangenschaft gehaltene Vögel nach außerhalb gebracht werden.
Mit einem Radius von zehn Kilometern wurde um die Fundstätte ferner eine Beobachtungszone eingerichtet, in der der Transport von Geflügel und anderen Vögeln nur mit behördlicher Genehmigung erfolgen durfte.
Die Verordnung regelte zudem sehr detailliert diverse Ausnahmetatbestände, u. a. bezüglich des Transports von Vögeln, Fleischprodukten und Federn im Bereich der Beobachtungszone.
Die Verordnung wurde aufgehoben durch die Geflügelpest-Verordnung vom 18. Oktober 2007 (BGBl. I S. 2348).